# Nikolaj Guljajev
Nikolaj Aleksejevitj Guljajev (ryska: Николай Алексеевич Гуляев), född den 1 januari 1966 i Vologda, är en rysk före detta skridskoåkare som tävlade för Sovjetunionen.
Guljajev blev olympisk guldmedaljör på 1 000 meter vid vinterspelen 1988 i Calgary.